# Paul Mikat

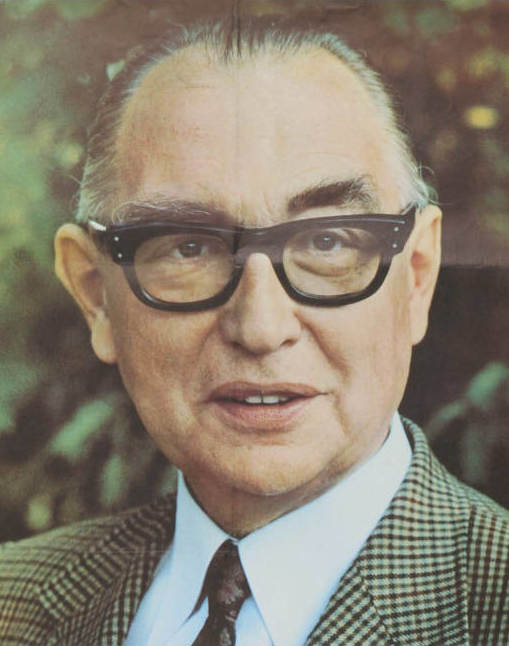
Paul Mikat (1983)

Paulus Mikat (* 10. Dezember 1924 in Scherfede; † 24. September 2011 in Düsseldorf) war ein deutscher Rechtswissenschaftler und Professor für Bürgerliches Recht, Rechtsgeschichte und Kirchenrecht, Politiker (CDU) und von 1962 bis 1966 Kultusminister von Nordrhein-Westfalen.

## Leben
Paul Mikat war das uneheliche Kind einer Ärztin und Kunsthistorikerin und eines römischen Priesters. Er wurde von Leo Mikat, einem protestantischen leitenden Angestellten bei Krupp, und seiner Frau, einer katholischen Lehrerin, adoptiert und aufgezogen.
Mikat besuchte das Gymnasium Marianum in Warburg und studierte an der Rheinischen Friedrich-Wilhelms-Universität in Bonn Rechtswissenschaften. 1954 wurde er mit der Arbeit Geschlechtliches Unvermögen als Ehehindernis im kanonischen Recht promoviert. Dort habilitierte er sich auch 1956.
1949 wurde er Mitglied der katholischen Studentenverbindung KDStV Rheinfels Bonn (später fusioniert mit KDStV Ascania Bonn) im CV und später trat er noch der KDStV Franco-Raetia Würzburg im CV bei.
1957 nahm er einen Ruf auf den Lehrstuhl für Deutsches Recht, Bürgerliches Recht, Handelsrecht und Kirchenrecht an der Julius-Maximilians-Universität Würzburg an. Dort war er bis 1965 auch Direktor des Instituts für Deutsches Recht und des Instituts für kirchliche Rechtsgeschichte. 1965 nahm er einen Ruf der Ruhr-Universität Bochum an und war dort bis zu seiner Emeritierung 1990 ordentlicher Professor für Bürgerliches Recht, Rechtsgeschichte und Kirchenrecht. 1962 wurde Mikat zum Kultusminister des Landes Nordrhein-Westfalen ernannt; dieses Amt hatte er bis zum Wechsel zu einer sozial-liberalen Koalition 1966 inne. In diese Zeit fielen Maßnahmen, dem Lehrermangel abzuhelfen, indem neue Lehrer mit Kurzausbildung in den Staatsdienst kamen, die nicht den klassischen Werdegang über Studium, erstes und zweites Staatsexamen hinter sich hatten. Diese Lehrer wurden umgangssprachlich „Mikätzchen“ bzw. „Mikater“ genannt.

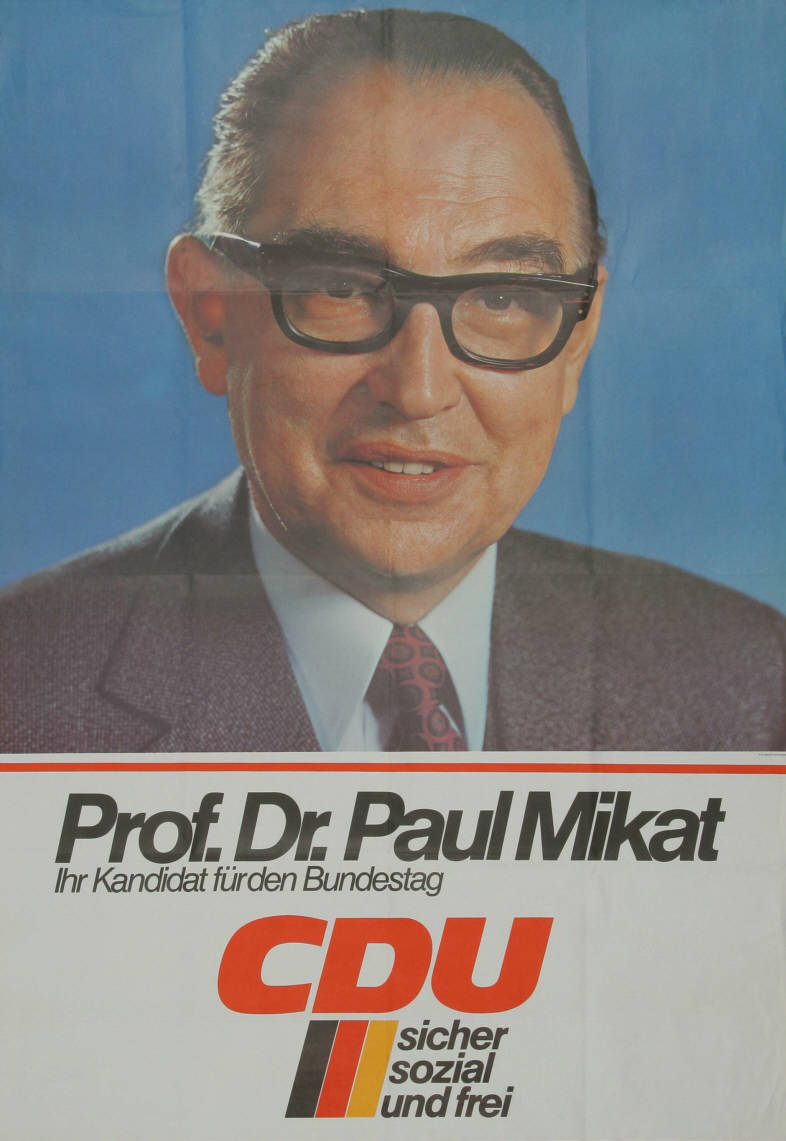
Mikat auf einem Wahlplakat der CDU, 1976

Durch die Vielzahl der Erlasse und Verfügungen benannte man nach ihm scherzhaft eine Zeiteinheit, die den mittleren Abstand zwischen zwei Erlassen umfasst.
Von 1966 bis 1969 war er Mitglied des Nordrhein-Westfälischen Landtags. Von 1969 bis 1987 war er Mitglied des Deutschen Bundestages.
Mikat hatte außerdem eine Reihe weiterer Ämter inne: Er wurde 1987 zum Vorsitzenden der Kommission Montanregionen und 1998 zum Vorsitzenden der Energiekommission der Bundesregierung ernannt. Unter seiner Leitung erarbeitete die sogenannte „Mikat-Kommission“ ab 1989 eine Perspektive für die deutsche Steinkohleförderung nach dem Auslaufen des Jahrhundertvertrags. Er war ferner Vorsitzender des Gründungsausschusses der Juristischen Fakultät der Universität Düsseldorf und des Gründungsausschusses der Universität Bielefeld sowie Mitglied der Nordrhein-Westfälischen Akademie der Wissenschaften und der Künste, deren Präsident er von 1998 bis 2001 war. Mikat war auch korrespondierendes Mitglied der Österreichischen Akademie der Wissenschaften. Von 1967 bis 2007 war er Präsident der Görres-Gesellschaft zur Pflege der Wissenschaft. Er war seit 1983 Mitglied des Vorstandes der Peter Klöckner-Stiftung und seit 1984 Mitglied des Kuratoriums der Alfried Krupp von Bohlen und Halbach-Stiftung.
Bei der Verleihung des Friedenspreises des Deutschen Buchhandels 1966 war Paul Mikat der Laudator für den katholischen Kurienkardinal Augustinus Kardinal Bea (1881–1968) und den niederländischen reformierten Theologen Willem Adolf Visser ’t Hooft (1900–1985).
Im Oktober 2009 wurde bekannt, dass Mikat am 11. Juni 1943 die Aufnahme in die NSDAP beantragt hatte und rückwirkend zum 20. April desselben Jahres aufgenommen worden war (Mitgliedsnummer 9.596.776). Dies führte zu einer öffentlichen Kontroverse, in deren Verlauf sich Mikat nicht äußerte.

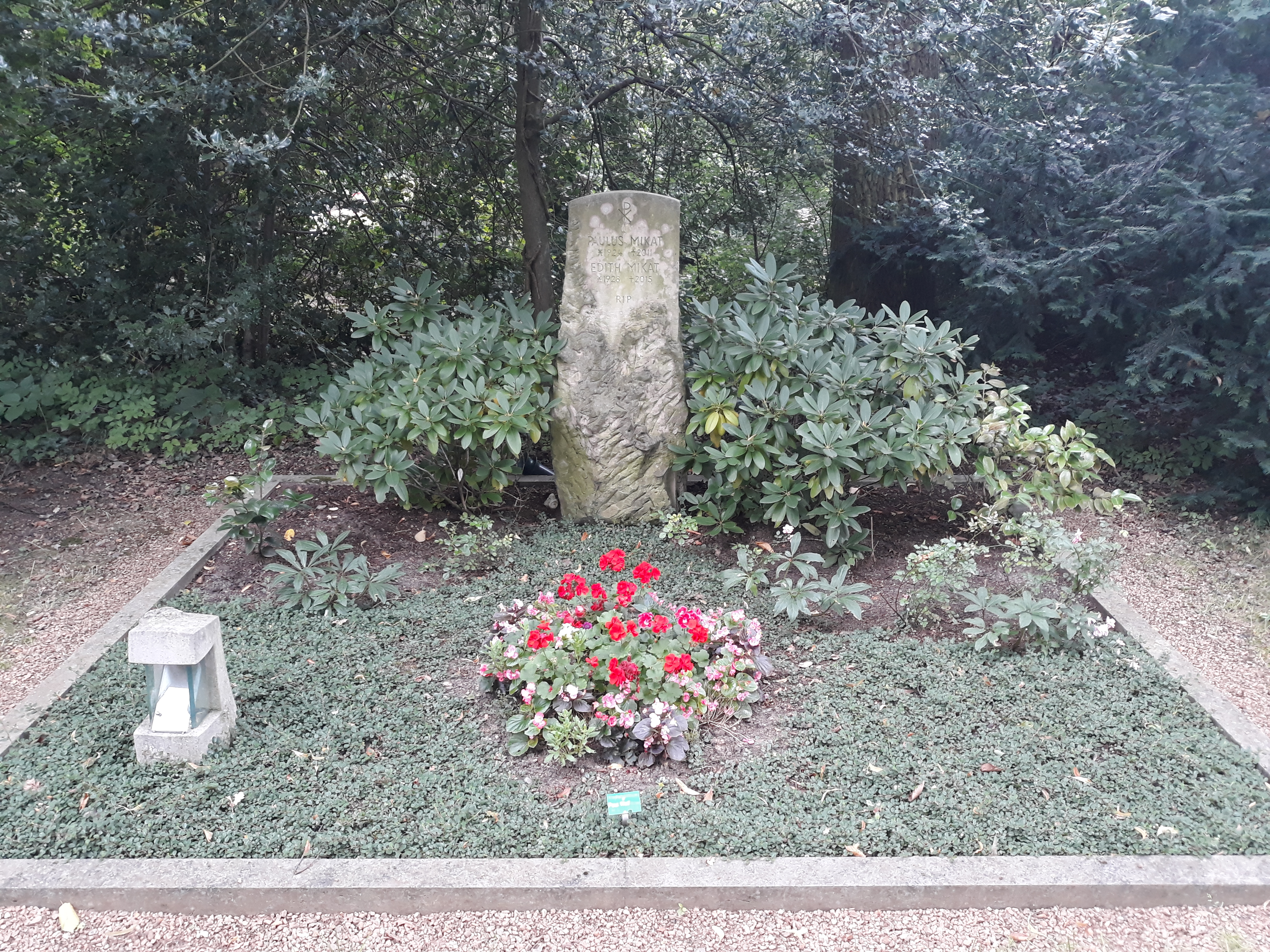
Das Grab von Paul Mikat und seiner Ehefrau Edith geborene Hintzen auf dem Südfriedhof (Düsseldorf)

## Auszeichnungen
- 1965: Ritter des Ordens wider den tierischen Ernst
- 1969: Komtur mit Stern (Großkomtur) des Päpstlichen Gregoriusordens
- 1969: Großes Bundesverdienstkreuz
- 1974: Großes Bundesverdienstkreuz mit Stern
- 1983: Ehrensenator der Universität Bielefeld[8]
- 1984: Großes Bundesverdienstkreuz mit Stern und Schulterband
- 1986: Verdienstorden des Landes Nordrhein-Westfalen[9]
- 1988: Ehrendoktorwürde der medizinischen Fakultät der Universität Düsseldorf[10]
- 1990: Ehrendoktorwürde der Katholischen Universität Lublin
- 1993: Bürger des Ruhrgebiets des Vereins pro Ruhrgebiet
- 1994: Staatspreis des Landes Nordrhein-Westfalen
- 1994: Verdienstorden der Heiligen Rupert und Virgil der Erzdiözese Salzburg (Großes Ehrenzeichen in Gold mit Stern)[11]
- 1998: Ehrendoktorwürde der Technischen Universität Dortmund[12]
- 2004: Ehrendoktorwürde der juristischen Fakultät der Universität Düsseldorf[10]
- 2005: Großkreuz des Gregoriusordens
- 2007: Ehrenring der Görres-Gesellschaft
- 2009: Ehrenbürger der Ruhr-Universität Bochum[13]

Ferner war er Ehrensenator der Universität Düsseldorf und erhielt vor 1998 drei weitere Ehrendoktorwürden.

## Stiftungen
- 1992: Paul-Mikat-Stiftung mit dem Zweck, Forschung und Lehre an der Heinrich-Heine-Universität Düsseldorf, speziell durch die Unterstützung der Juristischen Fakultät, zu fördern. Das Stiftungsvermögen am 31. Dezember 2007 betrug 82.000,- €.[14]

## Veröffentlichungen (Auswahl)
- (zusammen mit Leonhard Küppers): Der Essener Münsterschatz. Fredebeul & Koenen, Essen 1966.
- (zusammen mit Helmut Schelsky): Grundzüge einer neuen Universität. Zur Planung einer Hochschulgründung in Ostwestfalen. Bertelsmann, Gütersloh 1967.
- Scheidungsrechtsreform in einer pluralistischen Gesellschaft. Gieseking, Bielefeld 1970.
- Zur rechtlichen Bedeutung religiöser Interessen. Rheinisch-Bergische Druckerei- u. Verl.-Ges., Düsseldorf 1973.
- Religionsrechtliche Schriften. 2 Bände (= Staatskirchenrechtliche Abhandlungen, Bd. 5). Duncker & Humblot, Berlin 1974, ISBN 3-428-03262-4.
- Dotierte Ehe – rechte Ehe. Zur Entwicklung des Eheschließungsrechts in fränkischer Zeit. Westdeutscher Verlag, Opladen 1978, ISBN 3-531-07227-7.
- (als Herausgeber): Kirche und Staat in der neueren Entwicklung (= Wege der Forschung, Bd. 566). Wissenschaftliche Buchgesellschaft, Darmstadt 1980, ISBN 3-534-08166-8.
- Rechtsprobleme der Schlüsselgewalt. Westdeutscher Verlag, Opladen 1981, ISBN 3-531-07255-2.
- Geschichte, Recht, Religion, Politik. 2 Bände. Schöningh, Paderborn 1984, ISBN 3-506-75600-1.
- Ethische Strukturen der Ehe in unserer Zeit. Zur Normierungsfrage im Kontext des abendländischen Eheverständnisses. Schöningh, Paderborn 1987, ISBN 3-506-75601-X.
- Die Inzestgesetzgebung der merowingisch-fränkischen Konzilien (511–626/27) (= Rechts- und staatswissenschaftliche Veröffentlichungen der Görres-Gesellschaft, N.F., Bd. 74). Schöningh, Paderborn 1994, ISBN 3-506-73375-3.
- Spektrum. Aufsätze und Reden. Schöningh, Paderborn 1995, ISBN 3-506-75602-8.
- Konflikt und Loyalität. Bedingungen für die Begegnung von früher Kirche und römischem Imperium. Schöningh, Paderborn 2007, ISBN 978-3-506-76430-0.